# Варан (консул)
Варан (лат. Varanes) — западноримский политик и полководец; консул в 410 году.

## Биография
Его имя указывает на персидское происхождение. В 393 году Варан находился при императорском дворе в Константинополе. Он, вероятно, вместе с императором Феодосием I в войне против узурпатора Евгения в 394 году. Затем он там оставался и после смерти Феодосия при его сыне и преемнике Гонории.
В 408 году, после гибели Стилихона (22 августа), Варан был назначен magister peditum (командующим пехотой), но чуть позже его обязанности были переданы магистру конницы Турпилион. В следующем году Варан отправился в Константинополь, где он, вероятно, получил должность magister militum praesentalis (командующего пехотой и кавалерией), после чего подавил народное восстание, вспыхнувшее из-за нехватки продовольствия, вместе с Арсакием и Синезием.
Варан был назначен консулом в 410 году без коллеги. В этом году Рим был осажден вестготами короля Алариха I, который в конечном итоге взял город, и его ставленник узурпатор Приск Аттал избрал некоего Тертулла консулом, но ни западный император Гонорий, ни восточной Феодосий II не признали его.